# Isobel Christiansen
Isobel Christiansen (Macclesfield, 1991. szeptember 20. –) angol női válogatott labdarúgó. Az angol Everton keretének tagja.

## Pályafutása
A Manchester United és az Everton csapatainál kezdte a labdarúgást. Az Everton felnőtt keretéhez 17 évesen csatlakozott. 

### Klubcsapatokban

#### Birmingham City
2009-ben a birminghami egyetemen folytatta tanulmányait és a Birmingham City együttese mellett intézménye csapatának kapitányaként is helyt állt.

#### Manchester City
Négy szezon után váltott és a Manchester City gárdájánál pályafutása egyik legeredményesebb korszakát töltötte. Eredményes játékával az Olympique Lyon érdeklődését is felkeltette és 2018-ban a francia csapathoz igazolt.

#### Olympique Lyon
20 mérkőzésen lépett pályára az OL-nél és az idény végén bajnoki és kupagyőzelme mellé a Bajnokok Ligája serlegét is magáénak tudhatta.

#### Everton
2020-ban visszatért korábbi együtteséhez és az Everton szolgálatába állt.

### A válogatottban
2008-ban az U17-esekkel vett részt az Új-Zélandon megrendezett korosztályos tornán, ahol negyedik helyet sikerült elérnie Angliával.
2015 szeptemberében Észtország ellen a találkozó 74. percében góllal ünnepelte első fellépését. Részt vett az angol győzelemmel zárult SheBelieves-kupán, azonban Anglia Japán elleni mérkőzésén szárkapocscsont törést és részleges bokaszalag sérülést szenvedett, aminek következtében nem tudott csapata rendelkezésére állni a franciaországi világbajnokságon.

## Sikerei

### Klubcsapatokban
Angol ligakupa-győztes (2):
- Manchester City: 2014[6]

 Francia bajnok (1):
- Olympique Lyon (1): 2018–2019

 Francia kupagyőztes (1):
- Olympique Lyon (1): 2019

 Francia szuperkupa győztes (1):
- Olympique Lyon (1): 2019

Bajnokok Ligája győztes (1):
- Olympique Lyon (1): 2018–19

Nemzetközi Bajnokok Kupája győztes:
- Olympique Lyon: 2019[7]

### A válogatottban
Anglia
- U19-es Európa-bajnok (1): 2009
- U19-es Európa-bajnoki ezüstérmes (1): 2010
- SheBelieves-kupa győztes (1): 2019

### Egyéni
Az Év játékosa (PFA) (1): 2016

## Statisztikái

### Válogatottban
2019. március 5-ével bezárólag
| Válogatott | Szezon   | Mérk. | Gól |
| ---------- | -------- | ----- | --- |
| Anglia     |          |       |     |
| 2015       | 5        | 2     |     |
| 2016       | 5        | 1     |     |
| 2017       | 11       | 2     |     |
| 2018       | 8        | 1     |     |
| 2019       | 2        | 0     |     |
| Összesen   | Összesen | 31    | 6   |

| Anglia színeiben szerzett góljai | Anglia színeiben szerzett góljai | Anglia színeiben szerzett góljai                 | Anglia színeiben szerzett góljai | Anglia színeiben szerzett góljai | Anglia színeiben szerzett góljai | Anglia színeiben szerzett góljai | Anglia színeiben szerzett góljai |
| -------------------------------- | -------------------------------- | ------------------------------------------------ | -------------------------------- | -------------------------------- | -------------------------------- | -------------------------------- | -------------------------------- |
|                                  |                                  |                                                  |                                  |                                  |                                  |                                  |                                  |
| Gól                              | Dátum                            | Helyszín                                         | Ellenfél                         | Találat                          | Eredmény                         | Esemény                          | Forrás                           |
| 1.                               | 2015. szeptember 21.             | A. Le Coq Aréna, Tallinn, Észtország             | Észtország                       | 5–0                              | 8–0                              | 2017-es Eb-selejtező             |                                  |
| 2.                               | 2015. október 23.                | Jungcsuan Sports Center, Csungking, Kína         | Ausztrália                       | 1–0                              | 1–0                              | Jungcsuan Nemzetközi Torna       |                                  |
| 3.                               | 2016. június 4.                  | Adams Park, High Wycombe, Anglia                 | Szerbia                          | 5–0                              | 7–0                              | 2017-es Eb-selejtező             |                                  |
| 4.                               | 2017. április 10.                | Stadium MK, Milton Keynes, Anglia                | Ausztria                         | 3–0                              | 3–0                              | Barátságos mérkőzés              |                                  |
| 5.                               | 2017. november 17.               | Colchester Community Stadion, Colchester, Anglia | Kazahsztán                       | 5–0                              | 5–0                              | 2019-es vb-selejtező             |                                  |
| 6.                               | 2018. szeptember 4.              | Központi stadion, Pavlodar, Kazahsztán           | Kazahsztán                       | 3–0                              | 6–0                              | 2019-es vb-selejtező             |                                  |